# La Croix-Comtesse

La Croix-Comtesse este o comună în departamentul Charente-Maritime, Franța. În 1 ianuarie 2022 avea o populație de 223 de locuitori.